# 麈史
《麈史》，或称《王彦辅诗话》，是北宋朝王得臣作品。共3卷。
《麈史》記事284則，共分为睿谟、国政、朝制、官制、国用、任人、礼仪、音乐、台议、忠谠、惠政、利疚、贤德、志气、度量、知人、不遇、治家、场屋、神授、体分、学术、经义、诗话、论文、碑碣、书画、辨误、明义、姓氏、古器、风俗、奇异、盛事、戒杀、鉴戒等44門。其自序曰：“平生仕途生涯，故自师友之余论、宾僚之燕谈，与耳目之所及，苟有所得，辄皆记之。”
麈是指鹿類動物的尾巴，意指揮動麈尾，以撢灰塵，引申為“點撥、指點”之意。《麈史》一書頗有見解，例如稱：“《诗》多识鸟、兽、草、木之名者也，然花不及杏，果不及梨、橘，草不及蕙，木不及槐。《易》之象近取诸身，《爻辞》说卦，罔不该矣，而独不言眉与领。以余观之，若花之桂、楝、鞠，果之菠芰，草之蘅、芷、葱、蒜、苔，木之枫、楠等，《诗》皆未之见。至《易》所不载者，如须、唇、肩、乳、脐等，亦未可悉数。又《尔雅·释鸟》不及鹤，《释虫》不及蝶。物类至繁，偶有遗焉，无足异也。”此外，《麈史》亦收錄了不少有趣的記載：“七寺閑劇不同。大府為忙卿，司農為走卿，光祿為飽卿，鴻臚為睡卿。蓋忙卿所隸場務，走卿倉庾，飽卿祠祭數頒胙醴，睡卿掌四夷賓貢之事。”
《四庫全書總目提要》評此書：“凡朝廷掌故、耆旧遗闻，耳目所及，咸登编录。其间参稽经典，辨别异同，亦深资考证，非他家说部惟载琐事者比……于当时制度及考究古迹特为精核。”今輯入《全宋筆記》第一編第十冊。